# سورة طه

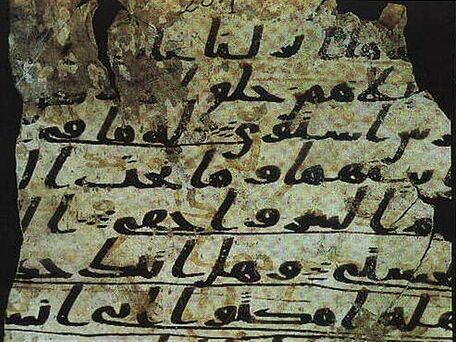

سورة طه سورة مكية، ما عدا الآيات 130، 131 فمدنيتان، وسُميت بهذا الإسم، لابتدائها بالنداء والملاطفة والتسلية لفؤاد النبي ﷺ، وتسمى أيضاً سورة (الكليم)، وهي من المئين، آياتها 135، وترتيبها في المصحف 20، في الجزء السادس عشر، نزلت بعد سورة مريم، بدأت بحروف مقطعة ﴿طه ۝١﴾، نزلت السورة لمواساة النبي، ويقال أن طه اسم من أسماء النبي محمد، ومن أهم خصائصها أنها من أول ما نزل من القرآن، ومن أهم أهدافها إثبات الوحدانية لله ، والنبوية لمحمد ﷺ وإثبات البعث والنشور، ومن أهم موضوعاتها قصة موسى ، وكانت بداية السورة ذات إيحاء وتأثير عجيب، من خلال الحديث عن سلطان الله وعظمته وقدرته وشمول علمه.

## التعريف بالسورة وسبب التسمية

### التعريف بالسورة
سميت السورة باسم فاتحتها، وقال ابن عاشور: سميت سورة (طه) باسم الحرفين المنطوق بهما في أولها (طاها)، ورسم الحرفان بصورتهما لا بما ينطق به الناطق من اسميهما، تبعا لرسم المصحف، وكذلك وردت تسميتها في كتب السنة في حديث إسلام عمر بن الخطاب، وتسمى أيضاً سورة (الكليم) كما ذكر السخاوي، وسماها الهُذَلي في كماله سورة (موسى).

### سبب التسمية
وسبب تسميتها بهذا الاسم (طه)؛ لابتداء السورة بالنداء بها: ﴿طه ۝١ مَا أَنْزَلْنَا عَلَيْكَ الْقُرْآنَ لِتَشْقَى ۝٢﴾ [طه:1–2].
وفي معنى (طه)، اختلف المفسرون في معناها، فقيل: (طه) أمر بالوطء، أي بأن يطأ الأرض بقدميه معا، فلقد كان النبي ﷺ يقوم في تهجده على إحدى رجليه، والأصل: طأ، فقلبت همزته هاء، أو قلبت ألفا، ثم بنى عليه الأمر، والهاء للسكت، وقيل: طاها، في لغة عك بمعنى: يا رجل.
وقيل: هو اسم من أسماء الله  وقسم أقسم به، وهذا أيضاً مروي عن ابن عباس ، وقيل: هو اسم للنبي ﷺ سماه الله به كما سماه محمداً، وروي عن النبي ﷺ أنه قال (لي عند ربي عشرة أسماء) فذكر أن فيها (طه ويس)، وقيل: هو اسم للسورة ومفتاح لها، وقيل: إنه اختصار من كلام الله خص الله رسوله بعلمه، وقيل: إنها حروف مقطعة يدل كل حرف منها على معنى.

## عدد آيات السورة وكلماتها وحروفها
عدد آياتها: (مئة وخمس وثلاثون آية)، وقال أبو عمرو الداني: (مئة وثلاثون آية)، وقيل: (مئة وأربع وثلاثون آية)، والراجح أنها:(مائة وخمس وثلاثون آية)، وهي بمثل هذا العدد في المصحف العثماني.
عدد كلماتها: (ألف وثلاث مئة وإحدى وأربعون كلمة).
وحروفها: (خمسة آلاف ومئتان واثنان وأربعون حرفاً).

## مكان نزول السورة وترتيبها وسبب نزولها

### مكان نزول السورة
سورة (طه) مكية في قول الجميع، وكان نزولها قبل إسلام عمر ابن الخطاب، وأما ما ذكره بعض العلماء من أن الآيتين الكريمتين:﴿فَاصْبِرْ عَلَى مَا يَقُولُونَ وَسَبِّحْ بِحَمْدِ رَبِّكَ قَبْلَ طُلُوعِ الشَّمْسِ وَقَبْلَ غُرُوبِهَا وَمِنْ آنَاءِ اللَّيْلِ فَسَبِّحْ وَأَطْرَافَ النَّهَارِ لَعَلَّكَ تَرْضَى ۝١٣٠ وَلَا تَمُدَّنَّ عَيْنَيْكَ إِلَى مَا مَتَّعْنَا بِهِ أَزْوَاجًا مِنْهُمْ زَهْرَةَ الْحَيَاةِ الدُّنْيَا لِنَفْتِنَهُمْ فِيهِ وَرِزْقُ رَبِّكَ خَيْرٌ وَأَبْقَى ۝١٣١﴾ [طه:130–131] مدنيّتان، وقال القرطبي خلاف ذلك.

### ترتيب نزول السورة
وأما ترتيبها من حيث نزولها فهي السورة (الخامسة والأربعون) بعد سورة مريم، وقبل سورة الواقعة، وفي ترتيب المصحف، جاءت بعد سورة مريم، وقبل سورة الأنبياء.

### سبب نزول السورة
- ﴿طه ۝١ مَا أَنْزَلْنَا عَلَيْكَ الْقُرْآنَ لِتَشْقَى ۝٢﴾ [طه:1–2]:

قال مقاتل: قال أبو جهل والنضر بن الحارث للنبي ﷺ إنك لشقي بترك ديننا، وذلك لما رأياه من طول عبادته وشدة اجتهاده فأنزل الله هذه الآية.
- قوله تعالى: ﴿وَلَا تَمُدَّنَّ عَيْنَيْكَ إِلَى مَا مَتَّعْنَا بِهِ أَزْوَاجًا مِنْهُمْ زَهْرَةَ الْحَيَاةِ الدُّنْيَا لِنَفْتِنَهُمْ فِيهِ وَرِزْقُ رَبِّكَ خَيْرٌ وَأَبْقَى ۝١٣١﴾ [طه:131]:

قال القرطبي: «قال بعض الناس: سبب نزول هذه الآية ما رواه أبو رافع مولى رسول الله ﷺ، قال: نزل ضيف برسول الله ﷺ، فأرسلني عليه الصلاة والسلام إلى رجل من اليهود، وقال: قل له يقول لك محمد: نزل بنا ضيف ولم يلف عندنا بعض الذى يصلحه فبعني كذا وكذا من الدقيق، أو أسلفني إلى هلال رجب»، فقال: لا، إلا برهن. قال: فرجعت إلى رسول الله ﷺ فأخبرته فقال: «والله إني لأمين في السماء، أمين في الأرض، ولو أسلفني أو باعني لأدّيت إليه، اذهب بدرعي إليه» ونزلت الآية تعزية له عن الدنيا، قال ابن عطية: وهذا معترض أن يكون سبباً؛ لأن السورة مكية والقصة المذكورة مدنية في آخر عمر النبي ﷺ، لأنه مات ودرعه مرهونة عند يهودي بهذه القصة التي ذكرت، وإنما الظاهر أن الآية متناسقة مع ما قبلها، وذلك أن الله تعالى وبّخهم على ترك الاعتبار بالأمم السالفة ثم توعّدهم بالعذاب المؤجّل، ثم أمر نبيه بالاحتقار بشأنهم والصبر على أقوالهم، والإعراض عن أموالهم وما في أيديهم من الدنيا.

## خصائص السورة
اختصت السورة عن غيرها بعدد من الخصائص، أهمها ما يلي:
- أنها نزلت تكريم للنبي ﷺ وتسلية عما يلقاه من إعراض قومه.[24]
- أنها من أول ما نزل من القرآن، وبها شرح الله صدر عمر ابن الخطاب للإسلام حين قرأها.[25]
- أنها عرضت قصة موسى ، من حلقة الرسالة إلى حلقة اتّخاذ بني إسرائيل للعجل بعد خروجهم من مصر مفصّلة مطوّلة، وبخاصة موقف المناجاة بين الله  وكليمه موسى، وموقف الجدل بين موسى وفرعون وموقف المباراة بين موسى والسحرة، وتتجلّى في غضون القصّة.[26]

## المناسبة بين السورة وما قبلها وبعدها

### مناسبتها السورة لما قبلها
1. أن ترتيب سورة (طه) حسب النزول جاءت بعد سورة (مريم)، كما روي عن ابن عباس.[27]
2. أنه ذكر في سورة مريم قصص عدد من الأنبياء والمرسلين (عشرة) مثل زكريا ويحيى وعيسى وإبراهيم، وموسى الذي ذكرت قصته موجزة مجملة، فذكرت في هذه السورة موضحة مفصلة، كما وضحت قصة آدم  الذي لم يذكر في سورة مريم إلا مجرد اسمه فقط.[28]
3. أنه ذكر في آخر سورة مريم تيسير القرآن باللسان العربي، لسان محمد ﷺ للترغيب والترهيب، وهذا المعنى هو ما أكدته بدايات سورة (طه).[27]
4. ومن وجوه مناسبتها لسابقتها، أنهما مكيتان، ومبدوءتان بأسماء الحروف المتقطعة.[29]
5. لما كان ما مضى في هذه السورة وما قبلها في سورة مريم من ذكر مصارع الأقدمين، وأحاديث المكذبين، بسبب العصيان على الرسل، سبباً عظيماً للاستبصار والبيان، كانوا أهلاً لأن ينكر عليهم لزومهم لعماهم فقال تعالى:﴿أَفَلَمْ يَهْدِ لَهُمْ كَمْ أَهْلَكْنَا قَبْلَهُمْ مِنَ الْقُرُونِ يَمْشُونَ فِي مَسَاكِنِهِمْ إِنَّ فِي ذَلِكَ لَآيَاتٍ لِأُولِي النُّهَى ۝١٢٨﴾ [طه:128].[30]

### مناسبة السورة لما بعدها
وبين سورة (طه) وما بعدها أكثر من مناسبة، أهمها:
- أولاً: لما أشار الله  إلى قرب الأجل المسمى، ودنو الأمل المنتظر في هذه السورة (طه):﴿وَلَوْلَا كَلِمَةٌ سَبَقَتْ مِنْ رَبِّكَ لَكَانَ لِزَامًا وَأَجَلٌ مُسَمًّى ۝١٢٩﴾ [طه:129]، ثم قال:﴿قُلْ كُلٌّ مُتَرَبِّصٌ فَتَرَبَّصُوا﴾ [طه:135]، ابتدأ سورة الأنبياء بقوله تعالى:﴿اقْتَرَبَ لِلنَّاسِ حِسَابُهُمْ وَهُمْ فِي غَفْلَةٍ مُعْرِضُونَ ۝١﴾ [الأنبياء:1].[31]
- ثانياً: لما ختمت هذه السورة (طه) بأن الناس قد شغلتهم زهرة الدنيا التي جعلها الله لهم فتنة، وأن الله نهى رسوله أن يتطلع إليها، وأمره بالصلاة والصبر عليها، وأن العاقبة للمتقين- أتبع في سورة الأنبياء بمثل ما ختمت به سورة (طه)، فذكر فيها أن الناس غافلون عن الساعة والحساب، وأنهم إذا سمعوا القرآن استمعوه وهم لاعبون، وقلوبهم لاهية عنه.[32]

## مقاصد سورة طه
1. إثبات الوحدانية لله  والنبوة لنبيه محمد ﷺ.[33]
2. التحدي بالقرآن بذكر الحروف المقطعة في مفتتحها، والتنويه بأنه تنزيل من الله لهدي القابلين للهداية، فأكثرها في هذا الشأن، والتنويه بعظمة الله تعالى.[34]
3. تيسير الأمر على الرسول ﷺ، وذكر الاستواء، وعلم الله بالقريب والبعيد.[35]
4. تكريم للرسول ﷺ وتسلية له عما يلقاه من إعراض قومه.[36]
5. بسط قصة موسى  منذ النشأة، وتأييد الله إياه، ونصره على فرعون بالحجة والمعجزات، وبصرف كيد فرعون عنه وعن أتباعه، وإنجاء الله موسى وقومه، وغرق فرعون، وما أكرم الله  به بني إسرائيل في خروجهم من بلد القبط، وقصة السامري وصنعه العجل الذي عبده بنو إسرائيل في مغيب موسى .[34]
6. إظهار عجائب عصا موسى ، واليد البيضاء.[35]
7. تذكير الناس بعداوة الشيطان للإنسان بما تضمنته قصة خلق آدم، ورتب على ذلك سوء الجزاء في الآخرة لمن جعلوا مقادتهم بيد الشيطان وإنذارهم بسوء العقاب في الدنيا.[37]
8. إثبات البعث، وتهويل يوم القيامة وما يتقدمه من الحوادث والأهوال.[34]
9. تأكيد بيان الجزاء في الدنيا والآخرة لمن أعرض عن القرآن بالعيشة الضنك في الدنيا، والعمى في الآخرة، والتنديد بالإسراف في الذنوب والمعاصي مع الكفر بآيات الله، وبيان جزاء ذلك.[38]
10. حث النبي ﷺ وأمته في الصبر على الأذى، وعدم الافتتان بزهرة الحياة الدنيا وأمر الأهل بإقامة الصلاة ومتابعة التنفيذ.[37]

## تفسير بعض آيات السورة
- طه (1)

وَقَالَ اِبْن أَبِي حَاتِم عَنْ اِبْن عَبَّاس قَالَ: طه يَا رَجُل وَهَكَذَا رُوِيَ عَنْ مُجَاهِد وَعِكْرِمَة وَسَعِيد بْن جُبَيْر وَعَطَاء مُحَمَّد بْن كَعْب وَأَبِي مَالِك وَعَطِيَّة الْعَوْفِيّ وَالْحَسَن وَقَتَادَة وَالضَّحَّاك وَالسُّدِّيّ وَابْن أَبْزَى أَنَّهُمْ قَالُوا: طه بِمَعْنَى يَا رَجُل وَفِي رِوَايَة عَنْ اِبْن عَبَّاس وَسَعِيد بْن جُبَيْر وَالثَّوْرِيّ أَنَّهَا كَلِمَة بِالنَّبَطِيَّةِ مَعْنَاهَا يَا رَجُل وَقَالَ أَبُو صَالِح هِيَ مُعَرَّبَة وَأَسْنَدَ الْقَاضِي عِيَاض فِي كِتَابه الشِّفَاء مِنْ طَرِيق عَبْد بْن حُمَيْد فِي تَفْسِيره حَدَّثَنَا هَاشِم بْن الْقَاسِم عَنْ اِبْن جَعْفَر عَنْ الرَّبِيع بْن أَنَس قَالَ: {{حديث|كَانَ النَّبِيّ ﷺ إِذَا صَلَّى قَامَ عَلَى رِجْل وَرَفَعَ الْأُخْرَى فَأَنْزَلَ اللَّه تَعَالَى ﴿طه ۝١﴾ [طه:1] يَعْنِي طَأْ الْأَرْض يَا مُحَمَّد ﴿مَا أَنْزَلْنَا عَلَيْكَ الْقُرْآنَ لِتَشْقَى ۝٢﴾ [طه:2] ثُمَّ قَالَ وَلَا يَخْفَى مَا فِي هَذَا مِنْ الْإِكْرَام وَحُسْن الْمُعَامَلَة.
- ﴿مَا أَنْزَلْنَا عَلَيْكَ الْقُرْآنَ لِتَشْقَى ۝٢﴾ [طه:2]

قَوْله ﴿مَا أَنْزَلْنَا عَلَيْكَ الْقُرْآنَ لِتَشْقَى ۝٢﴾ [طه:2] قَالَ جُوَيْبِر عَنْ الضَّحَّاك لَمَّا أَنْزَلَ اللَّه الْقُرْآن عَلَى رَسُوله ﷺ قَامَ بِهِ هُوَ وَأَصْحَابه فَقَالَ الْمُشْرِكُونَ مِنْ قُرَيْش مَا أُنْزِلَ هَذَا الْقُرْآن عَلَى مُحَمَّد إِلَّا لِيَشْقَى فَأَنْزَلَ اللَّه تَعَالَى ﴿طه ۝١ مَا أَنْزَلْنَا عَلَيْكَ الْقُرْآنَ لِتَشْقَى ۝٢ إِلَّا تَذْكِرَةً لِمَنْ يَخْشَى ۝٣﴾ [طه:1–3] فَلَيْسَ الْأَمْر كَمَا زَعَمَهُ الْمُبْطِلُونَ بَلْ مَنْ آتَاهُ اللَّه الْعِلْم فَقَدْ أَرَادَ بِهِ خَيْرًا كَثِيرًا كَمَا ثَبَتَ فِي الصَّحِيحَيْنِ عَنْ مُعَاوِيَة قَالَ: قَالَ رَسُول اللَّه ﷺ: «مَنْ يُرِدْ اللَّه بِهِ خَيْرًا يُفَقِّههُ فِي الدِّين» وَمَا أَحْسَن الْحَدِيث الَّذِي رَوَاهُ الْحَافِظ أَبُو الْقَاسِم الطَّبَرَانِيّ فِي ذَلِكَ حَيْثُ قَالَ حَدَّثَنَا أَحْمَد بْن زُهَيْر حَدَّثَنَا الْعَلَاء بْن سَالِم حَدَّثَنَا إِبْرَاهِيم الطَّالْقَانِىّ حَدَّثَنَا اِبْن الْمُبَارَك عَنْ سُفْيَان عَنْ سِمَاك بْن حَرْب عَنْ ثَعْلَبَة بْن الْحَكَم قَالَ: قَالَ رَسُول اللَّه ﷺ: «يَقُول اللَّه تَعَالَى لِلْعُلَمَاءِ يَوْم الْقِيَامَة إِذَا قَعَدَ عَلَى كُرْسِيّه لِقَضَاءِ عِبَاده إِنِّي لَمْ أَجْعَل عِلْمِي وَحِكْمَتِي فِيكُمْ إِلَّا وَأَنَا أُرِيد أَنْ أَغْفِر لَكُمْ عَلَى مَا كَانَ مِنْكُمْ وَلَا أُبَالِي» إِسْنَاده جَيِّد وَثَعْلَبَة بْن الْحَكَم هَذَا هُوَ اللَّيْثِيّ ذَكَرَهُ أَبُو عُمَر فِي اِسْتِيعَابه وَقَالَ نَزَلَ الْبَصْرَة ثُمَّ تَحَوَّلَ إِلَى الْكُوفَة وَرَوَى عَنْهُ سِمَاك بْن حَرْب وَقَالَ مُجَاهِد فِي قَوْله ﴿مَا أَنْزَلْنَا عَلَيْكَ الْقُرْآنَ لِتَشْقَى ۝٢﴾ [طه:2] هِيَ كَقَوْلِهِ ﴿فَاقْرَءُوا مَا تَيَسَّرَ مِنْهُ﴾ [المزمل:20]  وَكَانُوا يُعَلِّقُونَ الْحِبَال بِصُدُورِهِمْ فِي الصَّلَاة وَقَالَ قَتَادَة ﴿مَا أَنْزَلْنَا عَلَيْكَ الْقُرْآنَ لِتَشْقَى ۝٢﴾ [طه:2]  لَا وَاَللَّه مَا جَعَلَهُ شَقَاء وَلَكِنْ جَعَلَهُ رَحْمَة وَنُورًا وَدَلِيلًا إِلَى الْجَنَّة.

## المحتوى العام للسورة
موضوع سورة (طه) كموضوعات سائر السور المكية، وهو إثبات أصول الدين من التوحيد والنبوة والبعث، وكانت بداية السورة ذات إيحاء وتأثير عجيب، من خلال الحديث عن سلطان الله وعظمته وقدرته وشمول علمه، وما احتوت عليه من الموضوعات يمكن إجمالها في الآتي:
1. الحديث عن حكمة إنزال القرآن الكريم.[41]
2. ذكر الاستواء على العرش:﴿الرَّحْمَنُ عَلَى الْعَرْشِ اسْتَوَى ۝٥﴾ [طه:5]، وعلم الله تعالى بالقريب والبعيد، وذكر حضور موسى  بالوادي المقدس، وإظهار عجائب عصاه واليد البيضاء، وسؤال شرح الصدر وتيسير الأمر.[42]
3. "الحديث عن تكليم الله لموسى  واختياره لرسالته التي أساسها ﴿إِنَّنِي أَنَا اللَّهُ لَا إِلَهَ إِلَّا أَنَا فَاعْبُدْنِي وَأَقِمِ الصَّلَاةَ لِذِكْرِي ۝١٤﴾ [طه:14]، وبهذه الرسالة أرسل الله رسله جميعا إلى أممهم.[43]
4. تناول قصة موسى وتكليم الله له، وإلقائه صغيرا في اليم في صندوق، وإرساله مع أخيه هارون إلى فرعون الطاغية الجبار، وجداله بالحسنى لإثبات ربوبية الله وحده، ومبارزته السحرة، وتأييد الله له وانتصاره المؤزر، وإيمان السحرة بدعوته، ومعجزة انفلاق البحر وعبور بني إسرائيل فيه، وإهلاك فرعون وجنوده، وكفران بني إسرائيل بنعم الله الكثيرة عليهم، وحديث السامري وإضلاله بني إسرائيل باتخاذ العجل إلها لهم، ... إلى آخر القصة.[40]
5. التذكير بالذكر الحكيم الذي آتاه الله نبيه محمدا ﷺ، وفيه الخير كل الخير لمن أقبل عليه وعمل به، وأما من أعرض عنه ﴿فَإِنَّهُ يَحْمِلُ يَوْمَ الْقِيَامَةِ وِزْرًا﴾ [طه:100]، وأعقبه التذكير بأهوال يوم القيامة.[43]
6. الحديث عن عربية القرآن ووعيده وعصمة رسوله من نسيانه وآداب قراءة القرآن، وسؤال زيادة العلم والبيان.[42]
7. قصة آدم وإبليس وكيف أن الله أمر ووصى آدم  ببعض أوامره ووصاياه فلم يثبت ونسي ما وصى به، ومن هنا تظهر الصلة قائمة بين هذه الآيات والآيات السابقة.[44]
8. وفي خواتيم السورة يأمر الله رسوله ﷺ، بتسبيحه وتنزيهه، وبأن يأمر أهله بالصلاة، وأن يصطبر عليها.[45]

## الناسخ والمنسوخ في السورة
1. الأولى: قوله تعالى: ﴿وَلَا تَعْجَلْ بِالْقُرْآنِ مِنْ قَبْلِ أَنْ يُقْضَى إِلَيْكَ وَحْيُهُ﴾ [طه:114]، ونسخت بقوله تعالى:﴿سَنُقْرِئُكَ فَلَا تَنْسَى ۝٦﴾ [الأعلى:6].
2. الثانية: قوله تعالى:﴿فَاصْبِرْ عَلَى مَا يَقُولُونَ﴾ [طه:130]، ونسخت بآية السّيف.
3. الثالثة: قوله تعالى: ﴿قُلْ كُلٌّ مُتَرَبِّصٌ فَتَرَبَّصُوا﴾ [طه:135]، ونسخت بآية السّيف.[46]

## اللغة والبلاغة في السورة

### اللغة في سورة طه
(طه ما أَنْزَلْنا عَلَيْكَ الْقُرْآنَ يا محمد لِتَشْقى): (طه): هذه الحروف المقطعة نزلت للتنبيه والتحدي بإعجاز القرآن البياني، ما دام مركباً من الحروف التي تتكون منها لغة العرب نفسها، أو هو اسم من أسماء النبي ﷺ، أو معناه: يا رجل، كما روي عن ابن عباس، وكبار جماعة التابعين.
وقوله تعالى: {ما أَنْزَلْنا عَلَيْكَ الْقُرْآنَ}، يا محمد (لِتَشْقى): لتتعب بما فعلت بعد نزوله من طول قيامك بصلاة الليل.
(الْعُلى): جمع عليا، أي بالقصر تأنيث أعلى، كالأكبر والكبرى، واشتقاقه من العلوّ وهو الشّرف والرّفعة، وأصله «العلوي»، فقلبت الواو ياء على القياس، كما في الدّنيا لثقل الصّفة، وأصل «العلى» «علو» فقلبت الواو ألفا لتحرّكها وانفتاح ما قبلها.
(الثَّرى): التّراب النّديّ، وهو الذي تحت الظاهر من وجه الأرض.
﴿وَاضْمُمْ يَدَكَ إِلَى جَنَاحِكَ تَخْرُجْ بَيْضَاءَ﴾ [طه:22]: الضم: الجمع يَدَكَ اليمنى بمعنى الكف إِلى جَناحِكَ إلى جنبك الأيسر تحت العضد، علما بأن أصل الجناح للطائر، ثم أطلق على اليد والعضد والجنب، وهذا هو المراد هنا تَخْرُجْ خلاف ما كانت عليه من الأدمة بَيْضاءَ مشعة كشعاع الشمس تعشي البصر مِنْ غَيْرِ سُوءٍ من غير عاهة أو قبح كالبرص الذي تنفر الطباع منه آيَةً أُخْرى معجزة ثانية غير العصا.
﴿فَقَالَ لِأَهْلِهِ امْكُثُوا إِنِّي آنَسْتُ نَارًا﴾ [طه:10]: والمكث: الإقامة، قال ذلك في أثناء مسيره من مدين إلى مصر، و(آنَسْتُ): الإيناس: الإبصار البين الذي لا شبهة فيه.
(ضُحًى): الضحى: شروق الشمس بعد طلوعها وقد سمت العرب ساعات النهار بأسماء فالأولى الذرور ثم البزوغ ثم الضحى ثم الغزالة ثم الهاجرة ثم الزوال ثم الدلوك ثم العصر ثم الأصيل ثم الصبوب ثم الحدور ثم الغروب، ويقال فيها: البكور ثم الشروق ثم الإشراق ثم الرأد ثم الضحى ثم المتوع ثم الزوال ثم الهاجرة ثم الأصيل ثم العصر ثم الطفل ثم الغروب.
﴿وَلِتُصْنَعَ عَلَى عَيْنِي﴾ [طه:39]: والصنع: مستعار للتربية والتنمية، تشبيها لذلك بصنع شيء مصنوع، ومنه يقال لمن أنعم عليه أحد نعمة عظيمة: هو صنيعة فلان.
(فَأَوْجَسَ): الإيجاس: الإضمار وايجاس الخوف إضمار شيء منه وكذلك توجس الصوت تسمع نبأة يسيرة منه وكان ذلك لطبع الجبلة البشرية.
﴿مَكَانًا سُوًى﴾ [طه:58]: وسوي: أي وسطا بين الموضعين، وسوى إذا ضمّ أوله أو كسر قصر، وإذا فتح مدّ كقوله: ﴿إِلَى كَلِمَةٍ سَوَاءٍ بَيْنَنَا وَبَيْنَكُمْ﴾ [آل عمران:64]، أي عدل ونصفة، يقال: دعاك إلى السّواء فاقبل: أي إلى النّصفة، وسواء كلّ شيء: وسطه.
(وِزْراً): والوزر: الإثم، وجعل محمولا تمثيل لملاقاة المشقة من جراء الإثم، أي من العقاب عنه.
(يَخْصِفانِ): أي يلزقان من خصف النعل وهو أن يخرز عليها الخصاف أي يلزقان ورق الشجر بعضه ببعض حتى يصير عريضا صالحا للاستتار.

### البلاغة في سورة طه
الكناية: وهذا ظاهر في كثير من الآيات في السورة، ومنها قوله تعالى: ﴿تَنْزِيلًا مِمَّنْ خَلَقَ الْأَرْضَ وَالسَّمَاوَاتِ الْعُلَا ۝٤﴾ [طه:4]: والمقصود منها التنويه بالقرآن والعناية به لينتقل من ذلك إلى الكناية بأن الذي أنزله عليك بهذه المثابة لا يترك نصرك وتأييدك، والعدول عن اسم الجلالة أو عن ضميره إلى الموصولية لما تؤذن به الصلة من تحتم إفراده بالعبادة، لأنه خالق المخاطبين بالقرآن وغيرهم مما هو أعظم منهم خلقا، ولذلك وصف والسماوات بالعلى صفة كاشفة زيادة في تقرير معنى عظمة خالقها.
استعارة: وهذا الوجه أيضا في كثير من آيات السورة، ومنها ما ورد في قوله تعالى:﴿وَاضْمُمْ يَدَكَ إِلَى جَنَاحِكَ﴾ [طه:22]: استعارة، استعار جناح الطير بجنب الإنسان، وفي قوله:﴿وَاصْطَنَعْتُكَ لِنَفْسِي ۝٤١﴾ [طه:41]، استعارة تبعية، شبه اختياره للمحبة والرسالة والتكريم والتكليم بمن يختاره الملك للمهام الجليلة، لما يرى فيه من المقومات والخصال الحميدة، لئلا يكون أحد أقرب منزلة منه إليه.
فن الإبهام: في قوله تعالى: ﴿لَعَلِّي آتِيكُمْ مِنْهَا بِقَبَسٍ أَوْ أَجِدُ عَلَى النَّارِ هُدًى﴾ [طه:10]، وهو فن رفيع ينطوي على الكثير من جلائل المعاني ودقائقها وهو ضد الإيجاز وضد الاطناب وحدّه أن يأتي المتكلم الى المعنى الواحد الذي يمكنه الدلالة عليه باللفظ القليل فيدل عليه باللفظ الكثير لا لقصد إفهام البليد وسماع البعيد ولا للتقرير والتوكيد، بل للآتيان بمعنى يتشعب إلى عدة أمور كل واحد منها مستقل المفهومية، فقد قال: (لعلي آتيكم منها بقبس)، ولم يبت في الأمر لئلا يعد ما ليس بمستيقن من الوفاء به، وما أجملها حكمة، تكون درساً للذين يكيلون الوعود جزافاً، ولا يفكرون في الوفاء بها، ثم قال: (لعلي أجد على النار هدى)، وهذا يحتوي على معنى آخر، ثم يتشعب، فالهداية هي المعنى الرئيسي، ثم إن الهداية قد تكون بالنار نفسها بخاصة الإضاءة الكامنة فيها، وإما بواسطة القوم الذين يقومون بإيقادها ويفهم من هذا ضمناً أنه ضل مع أهله الذين يرافقونه، وهم امرأته بنت شعيب، وقد ولدت في الطريق ابناً في ليلة شاتية مظلمة باردة، وقيل مثلجة فلما أسقط في يده آنس النار فقال ما قال ثم قد يقصد بالهداية معناها المجازي الآخر أي لعلي أهتدي بنور العلم لأن أفكار الأبرار مغمورة بالهمم فتبارك قائل هذا الكلام.
تشبيه: ففي قوله تعالى: ﴿الَّذِي جَعَلَ لَكُمُ الْأَرْضَ مَهْدًا﴾ [طه:53]، والمراد بها تشبيه الأرض بالمهاد المفترش، ليمكن الاستقرار عليها، والتقلّب فيها، ومعنى المهد والمهاد واحد، وهو مثل الفرش والفراش، إلّا أنّ المهد ربّما استعمل في رسم الآلة التي يجعل فيها الصبيّ الصغير ليحفظه، وهو يؤول إلى معنى الفراش.
المجاز العقلي: ومن أمثال هذا الوجه البلاغي في سورة (طه)، ما ورد في قوله تعالى:﴿فَلْيُلْقِهِ الْيَمُّ بِالسَّاحِلِ﴾ [طه:39]، أسند الإلقاء الى اليم وهو لا يعقل ولكنه يمثل مشيئة الله وإرادته التي لا تخطئ، أسند اليه الإفضاء المقرر في عالم الغيب ودنيا المشيئة كأنه ذو تمييز يطيع الأمر ويمتثل رسمه.

## القراءات لبعض الكلمات في السورة
1. قوله تعالى: {لأهله امكثوا): قرأ حمزة بضم الهاء، وقرأ الباقون بكسرها.[52]
2. قوله تعالى: قوله تعالى: (إِنِّي أَنَا رَبُّكَ)، وقرأ أبو عمرو (أَنِّي) بالفتح على معنى: نُودِيَ بأَني، ومن كسر فالمعنى: نُوديَ فقيل: (إِئي أَنَا رئك).[53]
3. قوله تعالى: (وَأَنَا اخْتَرْتُكَ): قرأ حمزة بتشديد النون من (أنا) وقرأ (اخترناك) بنون بعدها ألف بلفظ الجمع، والباقون (وأنا) بتخفيف النون اخْتَرْتُكَ بتاء مضمومة بلفظ الواحد.[54]
4. قوله تعالى: (وَلِتُصْنَعَ عَلى عَيْنِي): اختلف القرّاء في قوله: «ولتصنع»، فقرأ أبو جعفر «ولتصنع» بسكون اللام، وجزم العين، على أن اللام للأمر، والفعل مجزوم بها، وحينئذ يجب إدغام عين «ولتصنع» في عين «على» لأن أول المثلين ساكن، والثاني متحرك، وقرأ الباقون «ولتصنع» بكسر اللام، ونصب العين، على أن اللام لام كي، والفعل منصوب بأن مضمرة.[55]
5. قوله تعالى: (قالُوا إِنْ هذانِ): قرأ المكي وحفص بتخفيف نون إن أي بسكونها، والباقون بالتشديد، قرأ البصري (هذانِ ) بياء بعد الذال، والباقون بالألف، وقرأ المكي بتشديد النون، والباقون بالتخفيف فصار المكي يقرأ إن هذان بتخفيف نون إن وألف بعد الذال وتشديد النون وحفص مثله إلا أنه هذان وهاتان القراءتان أوضح القراءات في هذه الآية لفظا ومعنى ولفظا وخطا، والبصري بتشديد إن وهذين بالياء والتخفيف، والباقون مثله إلا أنهم بالألف مكان الباء ولا بد للمكي من المدّ الطويل في هذان وصلا ووقفا ولغيره القصر إلا في الوقف فلهم الثلاثة، وقد اتفقت المصاحف على رسم هذان بغير ياء وهكذا رواه أبو عبيدة في الأحكام وعليه فرسمه للبصري بياء حمراء ملحقة كسائر نظائره والله أعلم.[56]
6. قوله تعالى:﴿فَأَجْمِعُوا كَيْدَكُمْ ثُمَّ ائْتُوا صَفًّا﴾ [طه:64]: اختلف القرّاء في قوله: «فأجمعوا»، فقرأ أبو عمرو «فاجمعوا» بهمزة وصل، وفتح الميم على أنه فعل أمر من «جمع» الثلاثي ضدّ «فرق» بمعنى: الضّمّ، ويلزم منه الإحكام، وقرأ الباقون «فأجمعوا» بهمزة قطع مفتوحة، وكسر الميم، على أنه فعل أمر من «أجمع» الرباعي، واعلم أن «جمع» الثلاثي يتعدّى للحسي، والمعنوي، تقول: جمعت القوم، وجمعت أمري، وأن «أجمع» الرباعي لا يتعدّى إلّا للمعنوي، تقول: أجمعت أمري، ولا تقول أجمعت القوم.[55]
7. قوله تعالى: (تَلْقَفْ): قرأ ابن ذكوان برفع الفاء، والباقون بجزمها، وحفص بسكون اللام وتخفيف القاف، وشدد البزي التاء على أصله، والباقون بفتح وتشديد والقاف وجزم الفاء.[54]

## الفوائد الفقهية في السورة
- الفائدة الأولى: في قوله تعالى:﴿إِنَّنِي أَنَا اللَّهُ لَا إِلَهَ إِلَّا أَنَا فَاعْبُدْنِي وَأَقِمِ الصَّلَاةَ لِذِكْرِي ۝١٤﴾ [طه:14]، واختلف في تأويل قوله تعالى: " لذكري" ففيها سبع مسائل:
  1. فقيل: يحتمل أن يريد لتذكرني فيها، أو يريد لأذكرك بالمدح في عليين بها، فالمصدر على هذا يحتمل الإضافة إلى الفاعل وإلى المفعول.
  2. وقيل: المعنى، أي حافظ بعد التوحيد على الصلاة، وهذا تنبيه على عظم قدر الصلاة إذ هي تضرع إلى الله، وقيام بين يديه، وعلى هذا فالصلاة هي الذكر.[57]
- الفائدة الثانية: قوله عز وجل: ﴿وَأْمُرْ أَهْلَكَ بِالصَّلَاةِ﴾ [طه:132] فيه وجهان:
  - أحدهما:أنه أراد أهله المناسبين له.
  - والثاني: أنه أراد جميع من اتبعه وآمن به، لأنهم يحلون بالطاعة له محل أهله.[58]

وقال المراغي: "أمر الله نبيه أن يأمر أهله بالصلاة فقال:﴿وَأْمُرْ أَهْلَكَ بِالصَّلَاةِ﴾ [طه:132]، أي وأمر أهلك أيها الرسول بالصلاة، وحافظ أنت عليها فعلا، فإن الوعظ بالفعل أشد أثرا منه بالقول، والخلاصة داوم على الصلاة، لا نكلفك مالاً، بل نكلفك عملا نؤتيك عليه أجراً عظيماً وثواباً جزيلا، ونحن نعطيك المال ونكسبكه ولا نسألكه، والعاقبة الصالحة لأهل الخشية والتقوى، لا لمن لا يخاف عقابا ولا يرجو ثوابا.

## المؤلفات في السورة
1. قضايا العقيدة في سورة طه –دراسة مقارنة بين السلف والمتكلمين-، للباحث: همام مصطفى عبد القادر الزق، رسالة ماجستير بالجامعة الإسلامية بغزة، كلية أصول الدين، قسم العقيدة، سنة 2017م.
2. الجملة وأقسامها في سورة (طه)، للباحثة: هاجر عطا المنان علي محمد فضل الله النور علي ماهل، رسالة ماجستير بجامعة السودان للعلوم والتكنولوجيا، كلية الدراسات العليا، قسم اللغة العربية، 2015م.
3. القيم التربوية الإسلامية في سورة (طه)، للباحثة: أمة الرشدا، رسالة ماجستير بجامعة شريف هداية الله الإسلامية الحكومية جاكرتا، كلية الدراسات الإسلامية والعربية، 2019م.
4. منهج سورة (طه) في عرض أصول العقيدة، للباحث: عاطف عبد السلام عودة العثامين، رسالة ماجستير بجامعة آل البيت، كلية الدراسات الفقهية والقانونية، 2005م.
5. تفسير القرآن بالقراءات القرآنية العشر من خلال سور (طه –الأنبياء- الحج- المؤمنون)، للباحثة: آمال محمود أحمد الفلاح، رسالة ماجستير بالجامعة الإسلامية بغزة، كلية أصول الدين، قسم التفسير وعلوم القرآن، 2007م.
6. قصة موسى  (دراسة تحليلية)، للباحث: سداد العزيز، رسالة ماجستير بجامعة مولانا مالك إبراهيم الإسلامية الحكومية مالانج، قسم اللغة العربية، سنة 2012م.
7. سورة (طه) وما تضمنته من الإعلال والفوائد التربوية الإسلامية، للباحث: السيد حارس زبيد الله –إندونيسيا-، مجلة الميار، المجلد الأول، أبريل 2018م.
8. دراسة تفسيرية بلاغية في سورة طه، د. مهند سالم الموسوي، مجلة دراسات الأديان، العدد (46)، 2024م.
9. الجناس في سورة طه في تعليم البلاغة –دراسة تحليلية بلاغية-، للباحثة: إنتان أكت تري نتجسه، رسالة مقدمة للحصول على الإجازة العالية في اللغة العربية، بالجامعة الإسلامية الحكومية جوروب، 2021م.
10. أسلوب الحوار في سورة طه، للباحث: أحمد عزيم حق أبو يعلى، بحث تكميلي لنيل شهادة الدرجة الجامعية الأولى، من جامعة سونن أمبيل الإسلامية الحكومية، سورابايا، كلية الآداب والعلوم الإنسانية، 2021م.

## وصلات خارجية
- سورة طه: تجويد-تفسير - موقع Altafsir.com